# Carlos Machado
Carlos Machado (Rio de Janeiro, 1963. november 9. –) amerikai-brazil harcművész. A Machado család tagja, de rokoni kapcsolatban áll a Gracie családdal is. Ez a két család a brazil dzsúdzsucu legnevesebb képviselője, Machadónak is nyolcadrangú piros és fekete öve van. Chuck Norris is a tanítványai közt volt.